# Canto della tempesta che verrà
Canto della tempesta che verrà è un romanzo dello scrittore e giornalista svedese Peter Fröberg Idling che racconta un episodio nella vita di Pol Pot, leader dei Khmer rossi prima e dopo la presa del potere in Cambogia, e fino alla morte avvenuta nel 1998.
La vicenda ha luogo tra lunedì 22 agosto e mercoledì 21 settembre 1955 nella capitale cambogiana, Phnom Penh nell'imminenza delle prime elezioni libere dopo la fine del colonialismo francese; durante la campagna elettorale, il trentenne Saloth Sar (questo il vero nome di Pol Pot) agiva come infiltrato dell'organizzazione comunista all'interno dei Democratici, partito di opposizione costituzionale, lavorando come segretario del dirigente Keng Vannsak.

## Trama

### I – Sar
22 agosto – 1 settembre
Tornato in Cambogia dopo alcuni anni da studente trascorsi a Parigi grazie a una borsa di studio, Saloth Sar è diventato segretario personale del poeta Vannsak, suo compagno in Francia e ora esponente di primo piano nel partito dei Democratici. Siamo alle ultime battute della campagna elettorale per le prime votazioni libere dopo la fine dell'occupazione francese, tutti danno per vincenti i Democratici, opposizione parlamentare al partito monarchico del principe Norodom Sihanouk. Sar è però un infiltrato del partito comunista che si trova in clandestinità e sottoposto alle persecuzioni del governo; la coscienza del giovane, che di mestiere insegna letteratura francese in un liceo, è lacerata tra la propria ideologia proletaria e il fidanzamento borghese con Somaly, la bella figlia della principessa Rasmi, di sangue reale. La famiglia della ragazza acconsentirebbe a un matrimonio soltanto nel caso in cui Sar, dopo la vittoria dei Democratici, ottenesse un incarico nel governo di futura formazione.
Il vice primo ministro Sam Sary conduce per conto di Sihanouk una campagna di repressione che provoca l'eliminazione fisica o la scomparsa dei candidati non solo del partito comunista, ma anche dell'opposizione non marxista. Sar è sempre in pericolo; tuttavia il suo cruccio maggiore è il fatto che Somaly sembri scomparsa. Per esperienza, sa che tentare di mettersi in contatto per primo con la fidanzata equivale a farla irritare, e si astiene: però ogni giorno mentre corregge i compiti dei propri allievi o partecipa alle riunioni di cellula, il pensiero corre a lei.
Grande è di conseguenza la sua delusione quando durante una soiréé dansante a casa di Vannsak, un compagno gli rivela di avere sorpreso Somaly a cena con il ministro Sam Sary.

### II – Sary
2 settembre – 11 settembre
Sam Sary vorrebbe che la Cambogia entrasse nel movimento dei paesi non allineati che si è formato a partire dalla conferenza di Bandung, per sfuggire alla logica della guerra fredda che contrappone USA e URSS; per questa ragione vorrebbe elezioni regolari, non truccate da brogli. Ciò non significa che si astenga dal condurre una repressione anche illegale contro l'opposizione, però vorrebbe che non si degenerasse nella violenza indiscriminata e nell'omicidio politico. Tra i suoi collaboratori più stretti nella Comunità Socialista Popolare, il partito del principe, c'è Lon Non, fratello minore del capo di stato maggiore dell'esercito Lon Nol.
Sary ha una relazione extraconiugale con la bella Somaly, vincitrice del concorso di bellezza per Miss Cambogia. Sihanouk gli chiede di essere più energico con l'opposizione, fino all'eliminazione del problema khmer rossi con la loro semplice eliminazione fisica. Invece il dirigente del partito Keng Vannsak deve essere neutralizzato senza che gli si torca un capello. Convinto dal suo principe, Sary aumenta il livello della repressione fino a arrivare a guidare di persona raid di devastazione contro i raduni politici dei Democratici. Durante uno di questi rimane ucciso un uomo, Sary accusa spudoratamente Vannsak e lo fa rinchiudere in prigione. Consegna anche a Lon Non una lista di attivisti da far sparire, ma il suo braccio destro chiede e ottiene di risparmiare Saloth Sar, amico d'infanzia.

### III – Somaly
12 settembre – 21 settembre
Le elezioni si tramutano in una farsa, nei seggi sono presenti solo uomini del principe che influenzano e alterano il voto; risulta una valanga di voti per Sihanouk, anche nelle zone dove fanno votato per l'opposizione. Somaly è diventata l'amante di Sam Sary dopo aver vinto il titolo di Miss Cambogia; sa che non poteva avere rivali per quel titolo dal momento che oltre alla bellezza ha un'altra arma, l'appartenenza alla vastissima famiglia reale.
Per tutto il tempo in cui Sar è rimasto a Parigi, lei lo ha atteso, destando l'irritazione della madre; ma dopo le elezioni e la sconfitta dei Democratici è impossibile che loro due come coppia abbiano un futuro. Venuto a sapere della sua relazione con il vice primo ministro, Sar la raggiunge durante un ricevimento e le fa una scenata. Somaly è convinta di riuscire a gestire la relazione con Sary, e di avere fatto la scelta giusta per la propria vita

## Critica
I personaggi che agiscono come protagonisti nel romanzo sono tutti reali, come pure le relazioni tra loro: è vero per esempio che Lon Non era il migliore amico del futuro Pol Pot quando studiavano insieme nella scuola di Kâmpóng Cham.
Sam Sary cade in disgrazia poco dopo le elezioni del 1955, quando Sihanouk cambia la sua attitudine verso i governi comunisti, specialmente quello cinese; nominato ambasciatore a Londra per allontanarlo dalla Cambogia, Sary viene accusato di maltrattamenti verso una concubina. Il dissidio con Sihanouk si accentua, Sary parte in esilio per il Laos; scompare probabilmente nel 1963, secondo alcuni assassinato dalla CIA, secondo altri dalla polizia segreta di Sihanouk.
Il personaggio di Somaly è ispirato a Soeung Son Maly, la giovane reginetta di bellezza con cui era fidanzato Saloth Sar; la relazione fra i due fu interrotta per volontà dei genitori della ragazza.

## Edizioni
- Peter Fröberg Idling, Canto della tempesta che verrà, traduzione di llo svedese di Laura Cangemi, Milano, Iperborea, 2014, ISBN 978-88-7091-532-7.